# 李懷忠
李怀忠（888年—953年），字光孝，五代十国后汉、后周将领，太原晋阳人。
父亲李海，是本府军校。李怀忠形貌魁壮，事奉唐庄宗，隶于保卫军。夹城之战，李怀忠率先登城，以功补本军副兵马使。唐庄宗平定山东，李怀忠升任为保卫军使。天成年间，历任陕州、许州、沧州都指挥使，遥领辰州刺史。清泰初年，以河西蕃部犯边，命李怀忠屯守方渠。石敬瑭建立后晋，以李怀忠故人，召他来管理禁兵，三次升迁为护圣左右厢都指挥使，遥领寿州节度使、检校太保。不久，为同州节度使、检校太傅。晋出帝嗣位，入朝为右羽林统军，改左武卫上将军。广顺年间，以太子太傅致仕。广顺三年夏，去世，年六十六岁。诏赠太子太师。